# 3-as metróvonal (Barcelona)
A barcelonai 3-as metróvonal, ismert még mint Zona Universitària - Trinitat Nova metróvonal (színe: zöld) egy 18,4 km hosszú metróvonal Barcelonában Összesen 26 állomás található rajta. Ez a város legrégebbi vonala.

## Technikai leírás
A metróvonal teljes egészében a föld alatt húzódik. A vágányok nyomtávolsága 1435 mm, az áramellátás felsővezetékről történik. A vonalon a 3000, a 3000R, a 2000 és az 5000 sorozat közlekedik rajta. A vonalat a TMB üzemelteti.

## Jelenlegi állomások

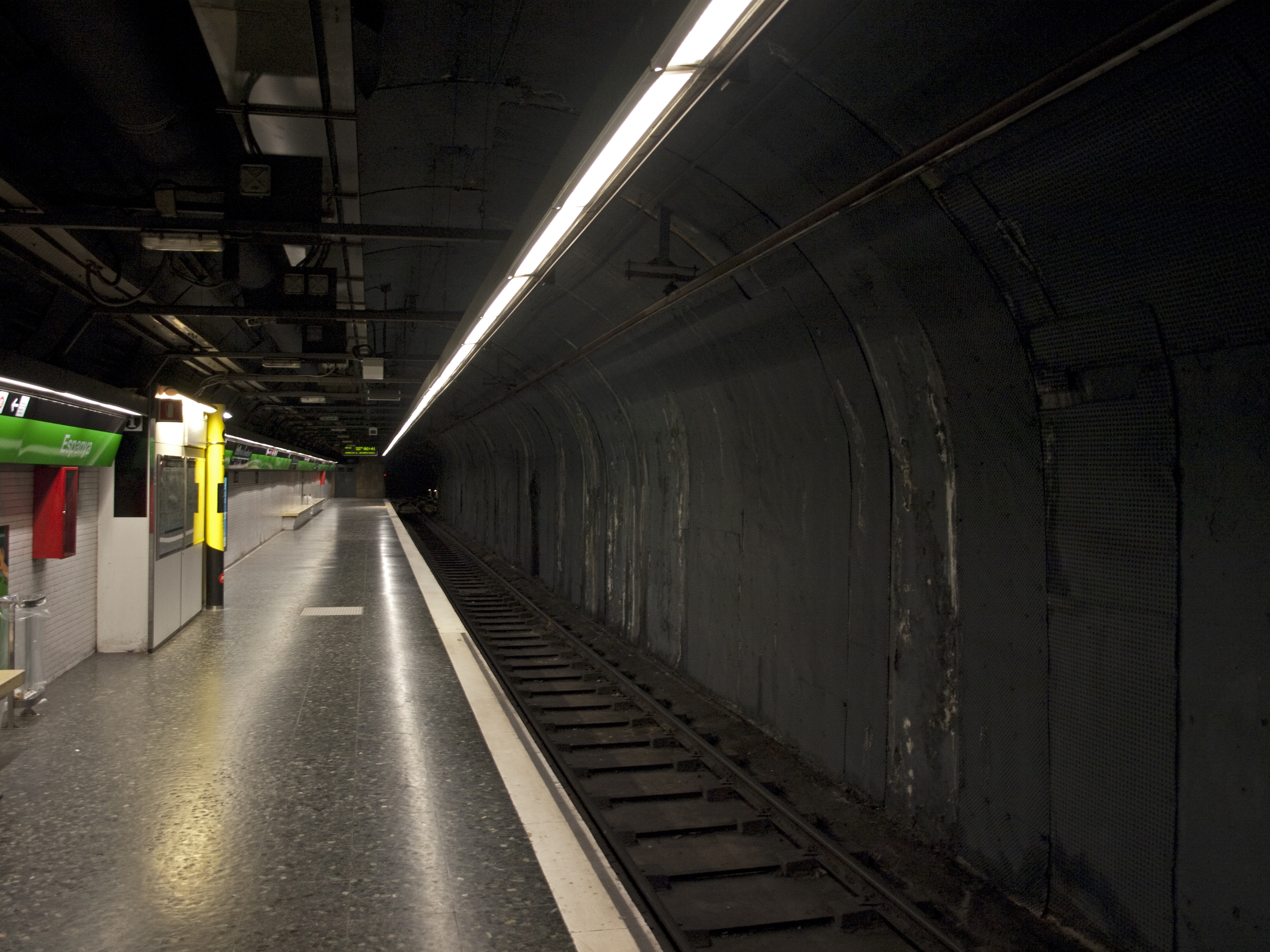
Espanya állomás

Az állomások vagya a vonalak neve dőlt betűvel szedve, ha építés alatt állnak.
- Zona Universitària  (T1, T2, T3, L9, L10)
- Palau Reial  (T1, T2, T3)
- Maria Cristina  (T1, T2, T3)
- Les Corts
- Plaça del Centre
- Sants Estació  (L5, RENFE)
- Tarragona
- Espanya  (L1, L8)
- Poble Sec
- Paral·lel  (L2, Funicular de Montjuïc)
- Drassanes
- Liceu
- Catalunya  (L1, L6, L7)
- Passeig de Gràcia  (L2, L4, RENFE)
- Diagonal (L5; Provença: L6, L7)
- Fontana
- Lesseps  (L9, L10)
- Vallcarca
- Penitents
- Vall d'Hebron  (L5)
- Montbau
- Mundet
- Valldaura
- Canyelles
- Roquetes
- Trinitat Nova  (L4, L11)

### Megszűnt állomások
- Fernando
- Banco (Ma az L4 vonalán lenne)
- Correos (Ma az L4 vonalán lenne)